# België op de Paralympische Zomerspelen 2012
België nam deel aan de Paralympische Zomerspelen 2012 in Londen, Verenigd Koninkrijk.

## Medailleoverzicht
| Sport        | Paralympiër(s)                                      | Onderdeel               | Medaille |
| ------------ | --------------------------------------------------- | ----------------------- | -------- |
| Atletiek     | Marieke Vervoort                                    | 100 m T52 (v)           | Goud     |
| Paardensport | Michèle George                                      | Verplichte kür Graad IV | Goud     |
| Paardensport | Michèle George                                      | Vrije kür Graad IV      | Goud     |
|              |                                                     |                         |          |
| Atletiek     | Marieke Vervoort                                    | 200 m T52 (v)           | Zilver   |
|              |                                                     |                         |          |
| Atletiek     | Frederic Van Den Heede                              | marathon T46 (m)        | Brons    |
| Boccia       | Pieter Cilissen Pieter Verlinden Kirsten De Laender | Trio's BC3 (g)          | Brons    |
| Wielersport  | Wim Decleir                                         | Wegwedstrijd H4 (m)     | Brons    |

## Deelnemers en resultaten
(m) = mannen, (v) = vrouwen,  (g) = gemengd

### Atletiek
| Paralympiër            | Onderdeel            | Resultaat | Prestatie  |
| ---------------------- | -------------------- | --------- | ---------- |
| Gino De Keersmaeker    | discuswerpen F42 (m) | 6e        | 40,17m     |
| Frederic Van Den Heede | marathon T46 (m)     | Brons     | 2:31.38    |
|                        |                      |           |            |
| Marieke Vervoort       | 100 m T52 (v)        | Goud      | 19,69 (PR) |
| Marieke Vervoort       | 200 m T52 (v)        | Zilver    | 34,83 (RR) |

### Boccia
| Paralympiër                                         | Onderdeel       | Resultaat | Prestatie |
| --------------------------------------------------- | --------------- | --------- | --- |
| Pieter Cilissen                                     | Individueel BC3 | 9e        | 1/16F: W van JPN Keita Kato 5-1 1/8F: V van KOR Kim Han-Soo 2-5 |
| Kirsten De Laender                                  | Individueel BC3 | 6e        | 1/8F: W van ESP Sandra Cortes 8-2 1/4F: V van POR Jose Macedo 1-4 Playoff: W van SIN Taha Nurul Binte Mohammed 5-2 5/6de plaats: V van GRE Grigorios Polychrondis 3-3 |
| Pieter Cilissen Pieter Verlinden Kirsten De Laender | Trio's BC3      | Brons     | groepsfase België 7-1 Thailand België 12-1 Spanje België 3-2 Portugal halve finale België 0-7 Griekenland bronzen finale België 4-3 Zuid-Korea                        |

### Goalball
| Paralympiër                                                                             | Onderdeel | Resultaat | Prestatie |
| --------------------------------------------------------------------------------------- | --------- | --------- | --- |
| Johan De Rick Bruno Vanhove Tom Vanhove Glenn Van Thournout Youssef Bihi Klison Mapreni | Mannen    | 5e        | groepsfase België 4-2 Canada België 2-5 Algerije België 8-6 Iran België 0-0 China België 5-3 Zuid-Korea kwartfinale België 3-0 Brazilië |

### Paardensport
| Paralympiër                                                     | Onderdeel                | Resultaat | Prestatie  |
| --------------------------------------------------------------- | ------------------------ | --------- | ---------- |
| Ulricke Dekeyzer Michèle George Barbara Minneci Ciska Vermeulen | Dressuur (team)          | 5e        | 427 punten |
| Michèle George                                                  | verplichte kür, graad IV | Goud      | 77.065 pt  |
| Michèle George                                                  | Vrije kür, graad IV      | Goud      | 82.100 pt  |

### Rugby
| Paralympiër | Onderdeel | Resultaat | Prestatie                                                                 |
| --- | --------- | --------- | ------------------------------------------------------------------------- |
| Ludwig Budeners David Duquenne Peter Genyn Raf Hendrix Bieke Ketelbuter Gunther Meersschaut Lars Mertens Ive Theuwissen Bob Vanacker Ronald Verhaegen Frederik Windey | Gemengd   |           | groepsfase België 42-52 Zweden België 50-58 Canada België 43-58 Australië |

### Tennis
| Paralympiër     | Onderdeel     | Resultaat | Prestatie |
| --------------- | ------------- | --------- | --- |
| Mike Denayer    | enkelspel (m) | 33e       | 1/32F: V van SWE Stefan Olsson 6-0,6-0 |
| Joachim Gérard  | enkelspel (m) | 5e        | 1/32F: W van BRA Carlos Santos 6-2,6-3 1/16F: W van USA Stephen Welch 6-2,7-6 1/8F: W van FRA Nicolas Peifer 6-3,2-6,7-5 1/4F: V van NED Ronald Vink 6-7,6-2,3-6 |
| Annick Sevenans | enkelspel (v) | 9e        | 1/16F: W van AUT Henriett Koosz 6-0,6-1 1/8F: V van JPN Yui Kamiji 6-7,2-6                                                                                       |

### Tafeltennis
| Paralympiër   | Onderdeel                | Resultaat    | Prestatie                                                          |
| ------------- | ------------------------ | ------------ | ------------------------------------------------------------------ |
| Ben Despineux | individueel klasse 7 (m) | 2de in groep | voorronde W van Cristian Dettoni 3-1 V van UKR Maxym Nikolenko 0-3 |
| Marc Ledoux   | individueel klasse 8 (m) | 2de in groep | voorronde W van Paulo Salmin 3-0 V van Marcin Skrzynecki 1-3       |
| Mathieu Loicq | individueel klasse 8 (m) | 2de in groep | voorronde: W van Aaron McKibbin 3-2 V van Sun Churen 0-3           |

### Wielersport
| Paralympiër         | Onderdeel                         | Resultaat | Prestatie |
| Baan                | Baan                              | Baan      | Baan      |
| ------------------- | --------------------------------- | --------- | --------- |
| Kris Bosmans        | individuele achtervolging C3 (m)  | 10e       | 3.52,453  |
| Kris Bosmans        | individuele tijdrit C1-2-3 1 km   | 14e       | 1.12,825  |
| Koen Reyershove     | Individuele tijdrit C4-5 1 km (m) | 19e       | 1.14,689  |
| Koen Reyershove     | Individuele achtervolging C4 (m)  | 14e       | 5.27,624  |
| Weg                 |                                   |           |           |
| Kris Bosmans        | Wegwedstrijd C1-3 (m)             | 5e        | 1:42.51   |
| Wim Decleir         | tijdrit H4 (m)                    | 4e        | 26.24,00  |
| Wim Decleir         | Wegwedstrijd H4 (m)               | Brons     | 2:00.35   |
| Christophe Hindricq | tijdrit H1 (m)                    | 7e        | 39.46,68  |
| Christophe Hindricq | Wegwedstrijd H1 (m)               | 4e        | 1:55.06   |
| Koen Reyershove     | Tijdrit C-4 (m)                   | 12e       | 37.15,51  |
| Koen Reyershove     | Wegwedstrijd C4-5 (m)             |           |           |

### Zwemmen
| Paralympiër        | Onderdeel                | Resultaat | Prestatie                                     |
| ------------------ | ------------------------ | --------- | --------------------------------------------- |
| Sven Decaesstecker | 200m wisselslag SM10 (m) | 5de       | series: 3de in 2:17.51 finale: 5de in 2:15.99 |
| Yannick Vandeput   | 100m rugslag S14 (m)     | 15de      | series: 5de in 1:09.02                        |
|                    |                          |           |                                               |
| Tamara Medarts     | 100m rugslag S14 (v)     | 13de      | series: 5de in 1:20.61                        |